# Jamaal Bowman
Jamaal Bowman (Nova Iorque, 1 de abril de 1976) é um político e educador estadunidense que atua como servindo como representante dos EUA pelo 16.º distrito congressional de Nova Iorque desde 2021. O distrito cobre grande parte do norte do Bronx, bem como a metade sul do condado de Westchester, incluindo Mount Vernon, New Rochelle e a cidade natal de Bowman, Yonkers.
Bowman é o fundador e ex-diretor da Cornerstone Academy for Social Action, uma escola pública de ensino médio em Eastchester, Bronx. Ele é membro do capítulo Lower Hudson Valley dos Socialistas Democráticos da América. Ele derrotou o titular de 16 mandatos Eliot Engel nas primárias democratas de 2020.

## Início de vida e educação
Bowman nasceu em Manhattan, Nova Iorque. Ele morava com sua avó nas casas de East River em East Harlem durante a semana e com sua mãe e irmãs em Yorkville, Manhattan, nos fins de semana. Sua avó morreu quando ele tinha oito anos. Aos 16 anos, ele se mudou com sua família para Sayreville, Nova Jérsei. Ele frequentou a Sayreville War Memorial High School, onde jogou no time de futebol.
Bowman frequentou brevemente o Potomac State Junior College antes de obter o bacharelado em administração de esportes pela Universidade de New Haven em 1999. Ele jogou futebol americano universitário para o New Haven Chargers. Bowman ganhou mais tarde um mestrado em artes aconselhamento pelo Mercy College e um doutorado em liderança educacional pelo Manhattanville College.

## Carreira docente
Depois de obter seu diploma de graduação, Bowman decidiu não seguir carreira em gestão esportiva. Por sugestão de um amigo da família que trabalhava para o Departamento de Educação da Cidade de Nova Iorque, Bowman começou a trabalhar como educador. O primeiro emprego de Bowman foi como professor de gerenciamento de crises em uma escola primária do South Bronx. Em 2009, ele fundou a Cornerstone Academy for Social Action, uma escola secundária pública no Bronx.
Bowman tornou-se um dos principais defensores contra os exames padronizados. Seu blog sobre o papel dos exames padronizados recebeu atenção nacional. Escreveu sobre o papel dos exames de alto risco na perpetuação das desigualdades, incluindo a rotatividade, o tumulto e o círculo vicioso que cria na vida dos estudantes e educadores, uma vez que o desempenho da avaliação prejudica a capacidade de uma escola de ensinar e, subsequentemente, a qualidade da educação sobre a qual o estudante é avaliado. Em meados da década de 2010, um quarto dos estudantes de Bowman tinham optado por não realizar exames padronizados. Ele também defendeu que as crianças recebessem educação em artes, história e ciências, além de noções básicas de alfabetização e numeramento. A política escolar de Bowman usou um modelo de justiça restaurativa para lidar com o pipeline escola–prisão.[carece de fontes?] Após dez anos como diretor, ele deixou o trabalho para se concentrar em sua campanha congressional.

## Vida pessoal
Bowman mora com sua esposa, Melissa Oppenheimer, e seus três filhos em Yonkers, Nova Iorque.
Bowman é fã do grupo de hip-hop de Nova Iorque Wu-Tang Clan. Ele descreveu o hip-hop como uma "cultura criada por adolescentes que foram esquecidos e, por terem sido esquecidos, foram forçados a se unir e criar algo bonito". Bowman se inspirou no Wu-Tang Clan durante sua campanha de underdog, e foi frequentemente visto em uma máscara facial com o brasão do Wu-Tang Clan durante a pandemia de COVID-19, que o GQ observou que isos permitiu Bowman enviar uma mensagem aos eleitores.